# Universal Content Productions
Universal Content Productions è una società di produzione televisiva statunitense che opera all'interno di una divisione che appartiene ad NBCUniversal che, a sua volta è controllata da Comcast.

## Storia

### Universal Cable Productions
È stata fondata nel luglio del 2008 a causa di una separazione dall'Universal Media Studios (UMS).  Originariamente, UCP è stato istituito per produrre spettacoli per NBCU e altri canali via cavo,ma è passato a produrre spettacoli per qualsiasi rete o canale, streaming o cavo.

### Universal Content Productions
All'inizio del 2019, Universal Cable Productions ha cambiato il suo nome in Universal Content Productions per mostrare il passaggio allo streaming, con la produzione di The Umbrella Academy per Netflix e Peacock. Nell'ottobre 2019, Universal Content Productions, insieme a Universal Television, è stata trasferita a NBCUniversal Content Studios.
UCP ha annunciato nel novembre 2019 il lancio nel 2020 del loro canale podcast UCP Audio. Nel maggio 2021, Jennifer Gwartz è entrata a far parte dell'azienda dopo aver lasciato la 20th Television. Nel 2021, Elliot Page ha firmato un accordo con lo studio.

## Produzioni

### Serie TV
| Titolo                                                      | Esere in originale | Rete                    | Note |
| ----------------------------------------------------------- | ------------------ | ----------------------- | --- |
| Law & Order: Criminal Intent                                | 2001-2011          | NBC/USA Network         | coproduzione con Wolf Films UCP ha co-prodotto la serie dal 2008 al 2011 quando si è trasferita sul canale gemello della NBC USA |
| Monk                                                        | 2002-2009          | USA Network             | coproduzione con Mandeville Films e Touchstone Television UCP ha co-prodotto solo le ultime due stagioni. |
| Battlestar Galactica                                        | 2004-2009          | Syfy                    | continuato dalla Universal Television coproduzione con David Eick Productions, R&D TV e Sky UK UCP ha co-prodotto solo la stagione finale Revival dell'omonima serie 1978-1979 di Glen A. Larson.                                                                            |
| Psych                                                       | 2006-2014          | USA Network             | coproduzione con Pacific Mountain Productions e Tagline Television. UCP ha co-prodotto solo le stagioni 3-8. |
| Eureka                                                      | 2006-2012          | Syfy                    | continuato dalla Universal Television UCP ha gestito solo le ultime tre stagioni. |
| In Plain Sight                                              | 2008-2012          | USA Network             | coproduzione con Pirates' Cove Entertainment (stagioni 1–2), Tiny Clambake Productions (stagione 2), McNamara Paper Products (stagione 3) e Frontier Pictures (stagioni 4-5) UCP ha gestito il resto della serie con Universal Media Studios che ha gestito i primi episodi. |
| The Starter Wife                                            | 2008               | USA Network             | coproduzione con Haypop Productions, 3 Arts Entertainment e McGibbon-Parriott Productions |
| Royal Pains                                                 | 2009-2016          | USA Network             | coproduzione con 34 Films, Prospect Park e Open 4 Business Productions |
| Warehouse 13                                                | 2009-2014          | Syfy                    | |
| Caprica                                                     | 2010               | Syfy                    | |
| Covert Affairs                                              | 2010-2014          | USA Network             | coproduzione con Corman & Ord e Hypnotic |
| Being Human                                                 | 2011-2014          | Syfy                    | coproduzione.con Muse Entertainment Enterprises UCP ha sostituito Zodiak Media come società di coproduzione per l'uscita internazionale della quarta stagione dello show. |
| Fairly Legal                                                | 2011-2012          | USA Network             | coproduzione con Steve Stark Productions, Garfield St. Produzioni e Ocko & Company |
| Suits                                                       | 2011-2019          | USA Network             | coproduzione con Untitled Korsh Company e Hypnotic Films & Television |
| Necessary Roughness                                         | 2011-2013          | USA Network             | coproduzione con Still Married Productions e Sony Pictures Television |
| Alphas                                                      | 2011-2012          | Syfy                    | coproduzione con BermanBraun |
| Against the Wall                                            | 2011               | Vita                    | coproduzione con Paid My Dues Productions e Open 4 Business Productions |
| I Just Want My Pants Back                                   | 2011-2012          | MTV                     | coproduzione con Hypnotic |
| Battlestar Galactica: Blood & Chrome                        | 2012               | Machinima.com           | |
| Galip Derviş                                                | 2013-2014          | Kanal D                 | coproduzione con Barakuda Film e ABC Studios |
| Defiance                                                    | 2013-2015          | Syfy                    | coproduzione con Five & Dime Productions |
| Playing House                                               | 2014-2017          | USA Network             | coproduzione con A24, Parham St. Clair Productions e Open 4 Business Productions |
| Satisfaction                                                | 2014-2015          | USA Network             | coproduzione con Krasnoff/Foster Entertainment, Rhythm Arts Entertainment e Sony Pictures Television |
| Dominion                                                    | 2014-2015          | Syfy                    | coproduzione con FanFare Productions, Film Afrika, Bold Films e Sony Pictures Television Basato sul film del 2010 Legion di Screen Gems |
| Ascension                                                   | 2014               | Syfy                    | coproduzione con Sea to Sky Entertainment, Levens, Blumhouse Productions e Lionsgate Television |
| Girlfriends' Guide to Divorce                               | 2014-2018          | Bravo                   | coproduzione con Tiny Pyro Productions |
| 12 Monkeys                                                  | 2015-2018          | Syfy                    | coproduzione con Division Street e Atlas Entertainment Basato sull'omonimo film del 1995 della Universal Pictures |
| Dig                                                         | 2015               | USA Network             | coproduzione con Tailwind Productions, G. Raff Productions, The Jackal Group e Keshet International |
| The Royals                                                  | 2015-2018          | E!                      | coproduzione con Mastermind Laboratories, Varsity Pictures e Lionsgate Television |
| Killjoys                                                    | 2015-2019          | Syfy                    | coproduzione con Mendacity Pictures, Bell Media e Temple Street Productions UCP gestisce solo la versione internazionale della serie. |
| Mr. Robot                                                   | 2015-2019          | USA Network             | coproduzione con Anonymous Content e Esmail Corp |
| Difficult People                                            | 2015-2017          | Hulu                    | coproduzione con Paper Kite Productions, 3 Arts Entertainment e Jax Media |
| Childhood's End                                             | 2015               | Syfy                    | coproduzione con Michael De Luca Productions, Monastic Productions e Weed Road Pictures |
| The Magicians                                               | 2015-2020          | Syfy                    | coproduzione con McNamara Moving Company, Man Sewing Dinosaur e Groundswell Productions |
| Colony                                                      | 2016-2018          | USA Network             | coproduzione con Carlton Cuse Productions, (stagione 1) Cuse Productions (stagione 2), Genre Arts (stagione 3) e Legendary Television |
| Hunters                                                     | 2016               | Syfy                    | coproduzione con Gangtackle Entertainment e Valhalla Entertainment |
| Queen of the South                                          | 2016-2021          | USA Network             | coproduzione con Frequency Films, Friendly Films, Skeeter Rosenbaum Productions, Touchstone Television (stagioni 1-4) e 20th Television (stagione 5) |
| HarmonQuest                                                 | 2016-2019          | Seeso/VRV               | coproduzione con Harmonious Claptrap e Starburns Industries |
| Falling Water                                               | 2016-2018          | USA Network             | coproduzione con Gangtackle Productions e Valhalla Entertainment |
| Aftermath                                                   | 2016               | Syfy                    | coproduzione con Bell Media e Halfire Entertainment |
| Channel Zero                                                | 2016-2018          | Syfy                    | coproduzione con Eat The Cat e UTMK Limited |
| Eyewitness                                                  | 2016               | USA Network             | coproduzione con Adi TV Studios |
| Shooter                                                     | 2016-2018          | USA Network             | coproduzione con Leverage Entertainment, Closest to the Hole Productions e Paramount Television Basato sull'omonimo film del 2007 della Paramount Pictures |
| Incorporated                                                | 2016-2017          | Syfy                    | coproduzione con Pearl Street Films, Algorithm Entertainment e CBS Television Studios |
| Imposters                                                   | 2017-2018          | Bravo                   | coproduzione con Villa Walk Productions e Riverrun Films |
| The Arrangement                                             | 2017-2018          | E!                      | coproduzione con Sneaky Pictures, Inc., All3Media America e Main Event Media |
| Blood Drive                                                 | 2017               | Syfy                    | coproduzione con Strong & Dobbs |
| The Sinner                                                  | 2017-2021          | USA Network             | coproduzione con Iron Ocean |
| Damnation                                                   | 2017-2018          | USA Network             | coproduzione con No Possum Productions, Entertainment 360, Turnpike e Netflix |
| Happy!                                                      | 2017-2019          | Syfy                    | coproduzione con Original Film, Littleton Road e Hypernormal (stagione 2) Netflix ha distribuito la serie in altri paesi |
| Unsolved                                                    | 2018               | USA Network             | coproduzione con HemingwayTaylor |
| Impulse                                                     | 2018-2019          | YouTube Premium         | coproduzione con Hypnotic |
| The Purge                                                   | 2018-2019          | USA Network             | coproduzione con Blumhouse Television, Platinum Dunes,Man in a Tree Productions e Racket Squad Productions (stagione 1) Basato sull'omonimo film del 2013 e sui suoi sequel della Universal Pictures                                                                         |
| Dirty John                                                  | 2018-2020          | Bravo/USA Network       | coproduzione con Atlas Entertainment, Los Angeles Times Studios e Nutmegger |
| Homecoming                                                  | 2018-2020          | Amazon Prime Video      | coproduzione con Amazon Studios, Anonymous Content, Esmail Corp, Gimlet Media, Red Om Films e We Here At |
| Deadly Class                                                | 2019               | Syfy                    | con Gozie AGBO, Chipmunk Hill, Getaway Entertainment, Giant Generator, 2 Miles Entertainment e Sony Pictures Television |
| The Act                                                     | 2019               | Hulu                    | coproduzione con Eat the Cat e Writ Large |
| The Umbrella Academy                                        | 2019-oggi          | Netflix                 | coproduzione con Dark Horse Entertainment, Borderline Entertainment (stagioni 1–2) e Irish Cowboy (stagione 3) |
| Pearson                                                     | 2019               | USA Network             | coproduzione con Untitled Korsh Company, Hypnotic Films & Television e Major Migraine, Inc. |
| Treadstone                                                  | 2019-2020          | USA Network             | coproduzione con Captivate Entertainment, Tailwind Productions e Imperative Entertainment |
| Dare Me                                                     | 2019-2020          | USA Network             | coproduzione con Megan Abbott, Drowning Girl Productions, Fair Harbour Productions e Film 44 |
| Briarpatch                                                  | 2020               | USA Network             | coproduzione con Anonymous Content, Voodoo Ltd., Esmail Corp e Paramount Television Studios |
| The At Home Variety Show Feauturing Seth MacFarlane         | 2020               | Peacock                 | coproduzione con Jax Media e Fuzzy Door Productions |
| Brave New World                                             | 2020               | Peacock                 | coproduzione con Amblin Television e David Wiener |
| A Wilderness of Error                                       | 2020               | FX                      | coproduzione con Truth Media, Rachael Horovitz Prods.,Blumhouse Television eFXP |
| Resident Alien                                              | 2021–oggi          | Syfy                    | coproduzione con Jocko Productions, Amblin Television e Dark Horse Entertainment |
| Punky Brewster                                              | 2021               | Peacock                 | coproduzione con Armogida Brothers Productions, Main Event Media e Universal Television Remake dell'omonima serie 1984-88 della NBC Productions |
| Dr. Death                                                   | 2021               | Peacock                 | coproduzione con Littleton Road Productions, Escape Artists eWondery |
| Dr Death: The Undoctored Story                              | 2021               | Peacock                 | coproduzione con Wondery e Peacock Media Productions |
| Uno di noi sta mentendo                                     | 2021-2022          | Peacock                 | coproduzione con 5 mm |
| Chucky                                                      | 2021–oggi          | Syfy USA Network        | coproduzione con Pheidippides, David Kirschner Productions e Eat The Cat Basato sul film del 1988 Child's Play degli United Artists, così come i suoi sequel della Universal Pictures e Rogue Pictures                                                                       |
| The 45 Rules of Divorce                                     | 2021-2022          | MBC4/Shahid VIP         | coproduzione con S Productions, StudioCanal, twofour54 e Image Nation Abu Dhabi |
| Joe vs. Carole                                              | 2022               | Peacock                 | coproduzione con Matchbox Pictures e Wondery |
| The Girl from Plainville                                    | 2022               | Hulu                    | coproduzione con Happy Friday Productions, Lewellen Pictures, Echo Lake Entertainment e Littleton Road Productions |
| Gaslit                                                      | 2022               | Starz                   | coproduzione con Esmail Corp.,Contenuti anonimi, Red Om Films eArdesia |
| Candy                                                       | 2022               | Hulu                    | coproduzione con Eat The Cat, Iron Ocean, Boss Clown Productions e 20th Television |
| Angelyne                                                    | 2022               | Peacock                 | coproduzione con Esmail Corp, Compostition 8, The Hollywood Reporter e Anonymous Content |
| Queer as Folk                                               | 2022               | Peacock                 | coproduzione con Red Production Company, All3Media International, Piece of Work e Furnace Room Films |
| The Resort                                                  | 2022-oggi          | Peacock                 | coproduzione con Esmail Corp, Anonymous Content, Quadraturin e All for Ramonez |
| The End Is Nye                                              | 2022-oggi          | Peacock                 | coproduzione con Universal Television Alternative Studio, Fuzzy Door Productions e Beetlecod Productions |
| Quantum Leap                                                | 2022-oggi          | NBC                     | coproduzione conUniversal Television, Dean Georgaris Entertainment 2.0 e Quinn's House |
| A Friend of the Family                                      | 2022               | Peacock                 | coproduzione con Eat the Cat |
| Based on a True Story                                       | 2023-oggi          | Peacock                 | coproduzione con Overlook Productions e Aggregate Films |
| Scott Pilgrim                                               | 2023               | Netflix                 | coproduzione con Marc Platt Productions, Complete Fiction, Faust Av e Science Saru |
| Ted                                                         | 2024–oggi          | Peacock                 | coproduzione con Fuzzy Door Productions eTelevisione MRC Basato sull'omonimo film del 2012 della Universal Pictures |
| Apples Never Fall                                           | 2024               | Peacock                 | coproduzione con Matchbox Pictures, Call Me Mel Productions Inc., Universal International Studios e Heyday Television |
| Cape Fear                                                   | In corso           | In corso                | in arrivo; coproduzione con Eat the Cat e Amblin Television Basato sull'omonimo film del 1991 della Universal Pictures |
| The Von Bulow Affair                                        | In corso           | Investigation Discovery | imminente; Basato sul boom di William Wright con lo stesso nome. |
| Senza titolo - Casper the Friendly Ghost -serie live-action | In corso           | Peacock                 | in arrivo; coproduzione con DreamWorks Animation Television |